# Gynostemma pentagynum
Gynostemma pentagynum là một loài thực vật có hoa trong họ Cucurbitaceae. Loài này được Z.P.Wang mô tả khoa học đầu tiên năm 1989.